# 臼增六
臼增六（HD 210210），又名BD+24 4540，SAO 90259、HR 8441，是一颗飛馬座的恒星，视星等为6.11，位于銀經82.64，銀緯-24.29，其B1900.0坐标为赤經22h 3m 40.2s，赤緯+25° -24.29′ 19″。